# County of St. Paul No. 19
Das County of St. Paul No. 19 ist einer der 63 „municipal districts“ in Alberta, Kanada. Der Verwaltungsbezirk gehört zur „Census Division 12“ und ist Teil der Region Zentral-Alberta. Der Bezirk als solches wurde zum 30. Januar 1942 eingerichtet (incorporated als „Municipal District of St. Paul No. 542“) und sein Verwaltungssitz befindet sich in der Kleinstadt Saint Paul.
Der Verwaltungsbezirk ist für die kommunale Selbstverwaltung in den ländlichen Gebieten sowie den nicht rechtsfähigen Gemeinden, wie Dörfern und Weilern und Ähnlichem, zuständig. Für die Verwaltung der Kleinstädte in seinen Gebietsgrenzen ist er nicht zuständig.

## Lage
Der „Municipal District“ liegt im zentralen Osten der kanadischen Provinz Alberta. Von Osten nach Westen wird der Bezirk vom North Saskatchewan River durchflossen, der im Südwesten auch ein kurzes Stück die Bezirksgrenze bildet. Im Osten grenzt der Bezirk an den Frog Lake, der Ort an dem während der Nordwest-Rebellion das Frog-Lake-Massaker stattfand. Im Bezirk befindet sich mit dem Whitney Lakes Provincial Park einer der Provincial Parks in Alberta.
Die Hauptverkehrsachsen des Bezirks sind der in Nord-Süd-Richtung verlaufende Alberta Highway 41 sowie die in Ost-West-Richtung verlaufenden Alberta Highway 28 und Alberta Highway 29.
Im Bezirk liegen verschiedene Reservate der First Nation.
| Name                     | Bevölkert durch         | Bemerkung                 | Einwohner | Veränderung (zum letzten Zensus) | Fläche (km²) | Bev.-dichte (EW/km²) |
| ------------------------ | ----------------------- | ------------------------- | --------- | -------------------------------- | ------------ | -------------------- |
| Saddle Lake Cree Nation  | Saddle Lake Cree Nation | Bezirksübergreifend       | k. A.     | k. A.                            | 277,31       | k. A.                |
| Frog Lake First Nation   | Frog Lake First Nation  | Bezirksübergreifend       | 531       | + 9,7 %                          | 100,24       | 5,8                  |
| Blue Quills First Nation | versch. First Nations   | First Nations Universität |           |                                  | 0,96         |                      |

|                            | Lac La Biche County                         |                                         |
| Smoky Lake County          | Kompassrose, die auf Nachbargemeinden zeigt | Municipal District of Bonnyville No. 87 |
| County of Two Hills No. 21 |                                             | County of Vermilion River               |

## Bevölkerung
| Jahr | Erhebung          | Einwohner | Änderung | Fläche (km²) | Bev.-dichte (EW/km²) |
| ---- | ----------------- | --------- | -------- | ------------ | -------------------- |
| 2016 | Volkszählung 2016 | 60365     | + 3,6 %  | 3309,44      | 1,8                  |
| 2011 | Volkszählung 2011 | 5831      | - 1,6 %  | 3296,72      | 1,8                  |

## Gemeinden und Ortschaften
Folgende Gemeinden liegen innerhalb der Grenzen des Verwaltungsbezirks:
- Stadt (City): keine
- Kleinstadt (Town): Elk Point, Saint Paul
- Dorf (Village): keine
- Weiler (Hamlet): Ashmont, Heinsburg, Lafond, Lindbergh, Lottie Lake, Mallaig, Riverview, St. Edouard, St. Lina, St. Vincent

Außerdem bestehen noch weitere, noch kleinere Ansiedlungen und Einzelgehöfte, sowie das „Summer Village of Horseshoe Bay“. Weiterhin liegen im Bezirk auch mehrere Kolonien der Hutterer. Diese Kolonien haben eine dorfähnliche Struktur und in der Regel 100 bis 150 Einwohnern.